# Orange (nagrada)
Orange je ena od najprestižnejših nagrad za knjževnost v Veliki Britaniji. Podeljujejo jo pisateljicam za najboljše napisano prozno književno delo napisano v angleščini , v preteklem letu. Pri izboru nagrajenke narodnost avtorice ni določena. Nagrado podeljujejo od leta 1996 dalje.
Dosedanje nagrajenke te nagrade so bile:
- 2012 - Madeline Miller za knjigo The song of Achilles
- 2011 - Tea Obrecht za knjigo The Tiger's Wife- (sl.prevod Tigrova žena/2012)
- 2010 - Barbara Kingsolver za knjigo The Lacuna
- 2009 - Marilynne Robinson za knjigo Home
- 2008 - Rose Tremain za knjigo The Road Home
- 2007 - Chimamanda Ngozi Adichie za knjigo Half of a yellow Sun- (sl.prevod Polovica rumenega sonca/2008)
- 2006 - Zadie Smith za knjigo On Beauty- (sl.prevod O lepoti/2008)
- 2005 - Lionel Schriver za knjigo Weneed to talk about Kevin.